# Eudistoma album
Eudistoma album är en sjöpungsart som beskrevs av Monniot 1988. Eudistoma album ingår i släktet Eudistoma och familjen Polycitoridae. Inga underarter finns listade i Catalogue of Life.